# José Entrecanales Ibarra
José Entrecanales Ibarra (Bilbao, 16 de diciembre de 1899 - Madrid, 11 de febrero de 1990) fue un ingeniero y empresario español.

## Biografía
Hijo de José Entrecanales Pardo, médico pediatra, se trasladó a Madrid para cursar estudios de Ingeniero de Caminos, Canales y Puertos. Comenzó su andadura profesional en el puerto de Bilbao. Poco después sería contratado por el ingeniero y constructor Eugenio Ribera.  
En 1924, en la construcción del Puente de San Telmo, en Sevilla, utilizó por primera vez en España el aire comprimido para excavar en seco la cimentación de la obra, desde campanas sumergidas. En 1931 fundó junto al sevillano Manuel Távora la constructora Entrecanales y Távora, que con el tiempo se convertiría en Acciona. Tras el fallecimiento de Távora en 1940, se hace con el control de la empresa. Entre las obras acometidas, figuran la ampliación del Aeropuerto de Madrid-Barajas, la presa del Atazar de Madrid, el Edificio del Banco de Bilbao en Madrid, etc. En 1970 cedió la gestión de la empresa a sus hijos José María y Juan Entrecanales de Azcárate, fruto de su matrimonio con María de Azcárate, hermana de los políticos republicanos Pablo y Justino de Azcárate. 
Ejerció la docencia desde la cátedra de Puentes y Cimentaciones en la Escuela Técnica Superior de Ingenieros de Caminos, Canales y Puertos de la Universidad Politécnica de Madrid.

## Reconocimientos
- Gran Cruz de la Orden Civil de Alfonso X el Sabio (1959)[2]
- Gran Cruz de la Orden del Mérito Civil (1967)[3]
- Gran Cruz de la Orden Imperial del Yugo y las Flechas (1969)[4]